# Anosia batjana
Anosia batjana är en fjärilsart som beskrevs av Hans Fruhstorfer 1899. Anosia batjana ingår i släktet Anosia och familjen praktfjärilar. Inga underarter finns listade i Catalogue of Life.